# 前川元
前川 元（まえかわ はじめ、1931年2月23日 - 1985年3月11日）は、日本のジャズミュージシャン。アルトサックス奏者。大阪府大阪市出身。
1950年にプロ・ミュージシャンとなり数多くのバンドに在籍する。
1957年に原信夫とシャープス&フラッツに入団しコンサートマスターを務める。トランペットの森川周三、トロンボーンの谷山忠男と並んで「シャープス&フラッツの大番頭」と称される。シャープス&フラッツではアレンジも手掛け、以降、病気で退団するまでの25年間活躍する。
晩年は鳥取県米子市で暮らしていた。